# العلاقات السعودية الدومينيكانية
العلاقات السعودية الدومينيكانية هي العلاقات الثنائية التي تجمع بين السعودية وجمهورية الدومينيكان.

## مقارنة بين البلدين
هذه مقارنة عامة ومرجعية للدولتين:
| وجه المقارنة                                              | السعودية        | جمهورية الدومينيكان |
| --------------------------------------------------------- | --------------- | ------------------- |
| المساحة (كم2)                                             | 2.25 مليون      | 48.67 ألف           |
| عدد السكان (نسمة)                                         | 33.00 مليون     | 10.40 مليون         |
| الكثافة السكانية (ن./كم²)                                 | 14.67           | 213.68              |
| العاصمة                                                   | الرياض، الدرعية | سانتو دومينغو       |
| اللغة الرسمية                                             | اللغة العربية   | اللغة الإسبانية     |
| العملة                                                    | ريال سعودي      | بيزو دومنيكاني      |
| الناتج المحلي الإجمالي (بليون دولار)                      | 683.83 مليار    | 75.93 مليار         |
| الناتج المحلي الإجمالي (تعادل القوة الشرائية) بليون دولار | 1.69 تريليون    | 149.89 مليار        |
| الناتج المحلي الإجمالي الاسمي للفرد دولار أمريكي          | 20.48 ألف       | 6.47 ألف            |
| الناتج المحلي الإجمالي للفرد دولار أمريكي                 | 52.01 ألف       | 13.26 ألف           |
| مؤشر التنمية البشرية                                      | 0.837           | 0.715               |
| رمز المكالمات الدولي                                      | +966            | +1809، +1829، +1849 |
| رمز الإنترنت                                              | .sa             | .do                 |
| المنطقة الزمنية                                           | ت ع م+03:00     | 00                  |

## منظمات دولية مشتركة
يشترك البلدان في عضوية مجموعة من المنظمات الدولية، منها:
| علم المنظمة | اسم المنظمة                        | تاريخ انضمام السعودية | تاريخ انضمام جمهورية الدومينيكان |
| ----------- | ---------------------------------- | --------------------- | -------------------------------- |
|             | يونسكو                             | 4 نوفمبر 1946         | 4 نوفمبر 1946                    |
|             | البنك الدولي للإنشاء والتعمير      | 26 أغسطس 1957         | 18 سبتمبر 1961                   |
|             | منظمة حظر الأسلحة الكيميائية       | ?                     | ?                                |
|             | الأمم المتحدة                      | 24 أكتوبر 1945        | 24 أكتوبر 1945                   |
|             | مؤسسة التمويل الدولية              | 18 سبتمبر 1962        | 31 أكتوبر 1961                   |
|             | وكالة ضمان الاستثمار متعدد الأطراف | 12 أبريل 1988         | 7 مارس 1997                      |
|             | الاتحاد البريدي العالمي            | ?                     | ?                                |
|             | مؤسسة التنمية الدولية              | 30 ديسمبر 1960        | 16 نوفمبر 1962                   |
|             | منظمة الشرطة الجنائية الدولية      | 13 يونيو 1956         | ?                                |
|             | منظمة التجارة العالمية             | 11 نوفمبر 2005        | ?                                |
|             | المنظمة الهيدروغرافية الدولية      | 8 أبريل 2002          | ?                                |

## وصلات خارجية
- موقع وزارة الخارجية السعودية